# Levkivka, Pohrebîșce
Levkivka (în ucraineană Левківка) este localitatea de reședință a comunei Levkivka din raionul Pohrebîșce, regiunea Vinnița, Ucraina.

## Demografie
Componența lingvistică a localității Levkivka
     Ucraineană (99,14%)
     Alte limbi (0,57%)
Conform recensământului din 2001, majoritatea populației localității Levkivka era vorbitoare de ucraineană (99,14%), existând în minoritate și vorbitori de alte limbi.